# Vicente Feola
Vicente Ítalo Feola (São Paulo, 20 november 1909 –  aldaar, 6 november 1975) was een Italiaans-Braziliaans voetbaltrainer.
Hij trainde in zeven periodes São Paulo FC waarmee hij in 1948 en 1949 het Campeonato Paulista won. Ook trainde hij het Argentijnse Boca Juniors en het Braziliaans voetbalelftal, waarmee hij voor het eerst in de geschiedenis van het land het    wereldkampioenschap voetbal in 1958 won.
1 Castilho ·
2 Bellini  ·
3 Nílton Santos ·
4 Djalma Santos ·
5 Dino Sani ·
6 Didi ·
7 Zagallo ·
8 Oreco ·
9 Zózimo ·
10 Pelé ·
11 Garrincha ·
12 Gilmar ·
13 Moacir ·
14 De Sordi ·
15 Orlando ·
16 Mauro Ramos ·
17 Joel ·
18 Altafini ·
19 Zito ·
20 Vava ·
21 Dida ·
22 Pepe ·
Coach: Feola